# 英国乡谊俱乐部
英国乡谊俱乐部（Tientsin Country Club）建于1925年，位于当时的天津英租界马场道（Race Course Road）（今河西区马场道188号），该建筑目前是天津市文物保护单位和特殊保护等级历史风貌建筑。主楼现为天津市干部俱乐部。

## 历史

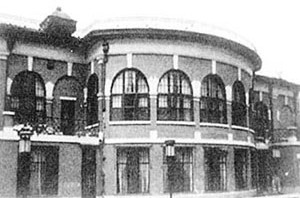
英国乡谊俱乐部旧影

1886年，天津海关税务司、英国籍德国人德璀琳获得直隶总督李鸿章赠予的佟楼附近养牲园土地，建造赛马会和乡谊会，同时天津英租界越界修筑了沟通该租界（当时仅包括大沽北路以东到海河西岸，维多利亚道两侧的狭长地段）与赛马场的马场道。1900年，这个赛马场被义和团焚毁。战后，天津英国赛马会在今工业展览馆一带重建游艺部和赛马场。其庭园设计富有英国田园情趣，有网球场、高尔夫球场和供划船的池塘。1925年，英国赛马会有限公司游艺部兴建英国乡谊俱乐部大楼，由汉口的英商景明洋行（Hemmings ＆ Berkley）设计，又称“新英国俱乐部”，该俱乐部占地面积为21600平方米，建筑面积为9525.83平方米，内部设有游泳池、台球室、保龄球房、乒乓球室、西餐厅、舞厅、图书馆等多项游乐设施。1933年，新英国俱乐部与天津英国赛马会合并改称为“马场球房”。1941年12月，太平洋战争爆发后，日军接管乡谊俱乐部，改为“国际俱乐部”。1945年，日本投降后改为美军“军官俱乐部”。1947年，美军撤出天津后，由原天津英国乡谊会收回。中华人民共和国成立后的1951年9月，天津市人民政府代管该建筑并定名“天津市干部俱乐部”。文化大革命时期的1966年，该建筑更名为“天津市俱乐部”。1975年，改称为“天津市第五招待所”。1979年底，该建筑划归于天津市旅游局并定名为“天津市友谊俱乐部”。1985年5月，该建筑复名为“天津市干部俱乐部”至今。目前，该建筑隶属于天津市机关事务管理局。

## 建筑
英国乡谊俱乐部占地面积为253080平方米，建筑面积为21600平方米，主楼为二层砖木混合结构庭院式楼房带地下室，建筑面积为9525平方米，建筑外立面为对称形式，墙面砌筑有红砖和白色简化柱头方的壁柱。建筑主楼入口处设有人字形和弧形山墙，下饰齿状的山花檐口断开。建筑的门廊装饰有砖砌方柱，上面设有带铁栏杆的阳台。建筑内部大厅为混凝土梁柱结构，大厅铺有硬木地面。二楼大厅筑有木制回廊，大厅顶部装饰有彩色玻璃穹顶。主楼内设有餐厅、茶室、球房、游泳池和大舞厅。英国乡谊俱乐部坐落于英国跑马场园内，是一座具有浓郁的英国田园风格建筑和十九世纪探新运动中出现的简化古典式建筑。

## 内部链接
- 德璀琳
- 马场道
- 天津赛马史